# Calomicrus malkini
Calomicrus malkini is een keversoort uit de familie bladkevers (Chrysomelidae). De wetenschappelijke naam van de soort werd in 1991 gepubliceerd door Warchalowski.